# Bärenstein (Abterode)
Der Abteröder Bär oder Todstein, wie er früher genannt wurde, ist ein auffälliger Fels aus dem Dolomit des Zechsteins in der Gemarkung von Abterode, einem Ortsteil der Gemeinde Meißner im nordhessischen Werra-Meißner-Kreis. Seinen Namen Bär verdankt der hellfarbige, zerklüftete und drei bis vier Meter hohe Felsen wohl seiner markanten Gestalt, die an einen aufrecht stehenden Bären erinnert. Mit der Ausweisung im Jahr 1926 als pflanzenkundliches und erdgeschichtliches Naturdenkmal stehen er und sein Standort unter besonderem Schutz. Auch aus kulturhistorischer Sicht ist der Todstein als ein Verehrungsort von Frau Holle und als vorchristliche Opferstätte bedeutsam.

## Lage
Der kleine, mit Kalkmagerrasen bedeckte Hügel auf dem der Todstein steht erhebt sich am östlichen Ortsende von Abterode. Unweit davon befindet sich die frühgotische Totenkirche, die seit ihrer Zerstörung im Jahr 1809 nur noch als denkmalgeschützte Ruine erhalten ist. Der Bereich liegt im „Geo-Naturpark Frau-Holle-Land“ und in dem Fauna-Flora-Habitat(FFH)-Gebiet 4725-306 „Meißner und Meißner Vorland“, das von einer hohen Strukturvielfalt und montanen bis hochmontanen Standortverhältnissen geprägt wird.

In der naturräumlichen Gliederung Deutschlands des Instituts für Landeskunde Bad Godesberg wird die Gegend um den Todstein dem Meißnervorland (358.03) zugeordnet, das nach Osten in das Weidenhäuser Hügelland (358.23) übergeht. Sie gehören als Teileinheiten zum Unteren Werrabergland (358) in der Haupteinheitengruppe des Osthessischen Berglands.

## Der Abteröder Bär

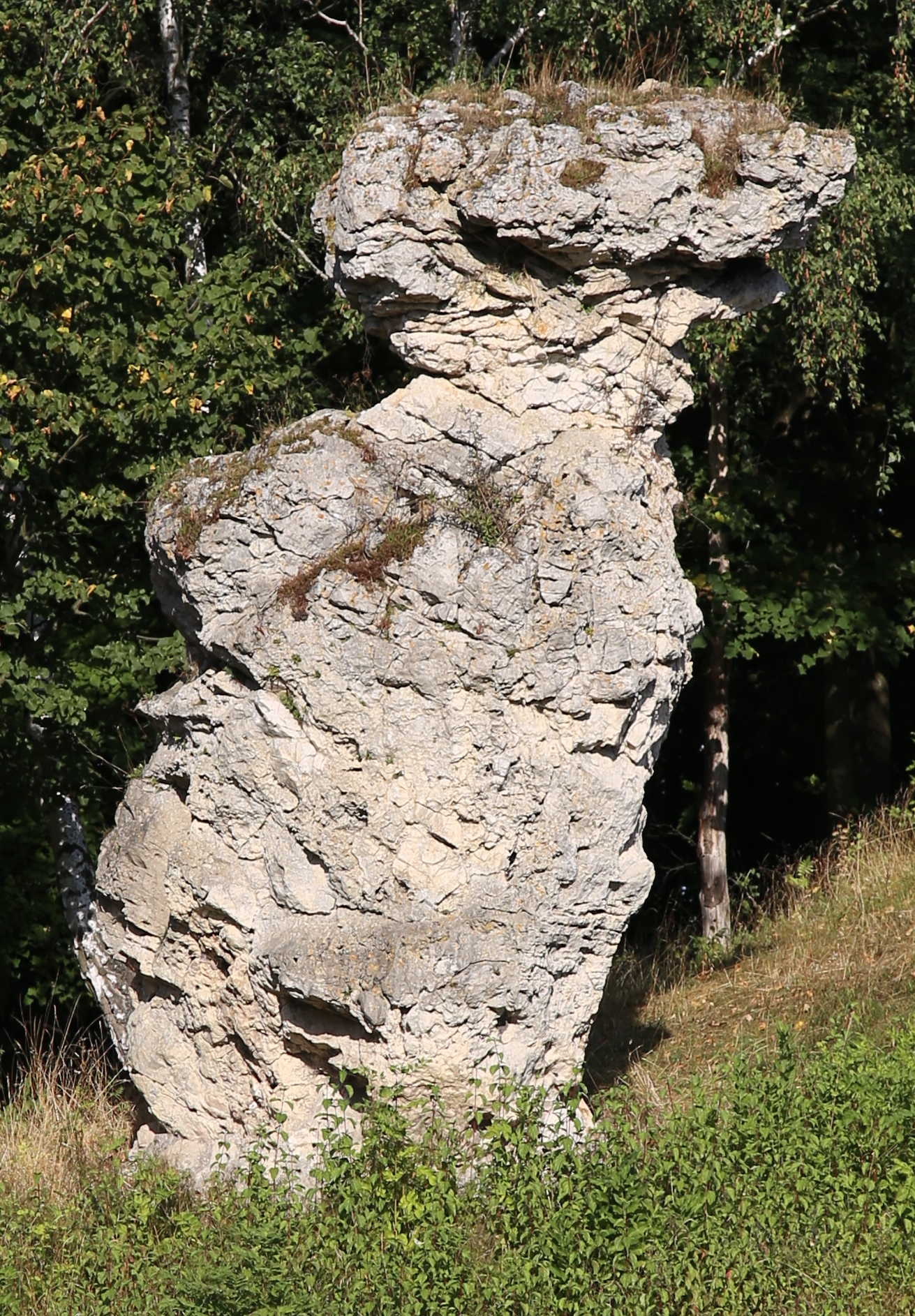
Der Todstein weist die für den Hauptdolomit typische unregelmäßig löchrige Oberfläche auf

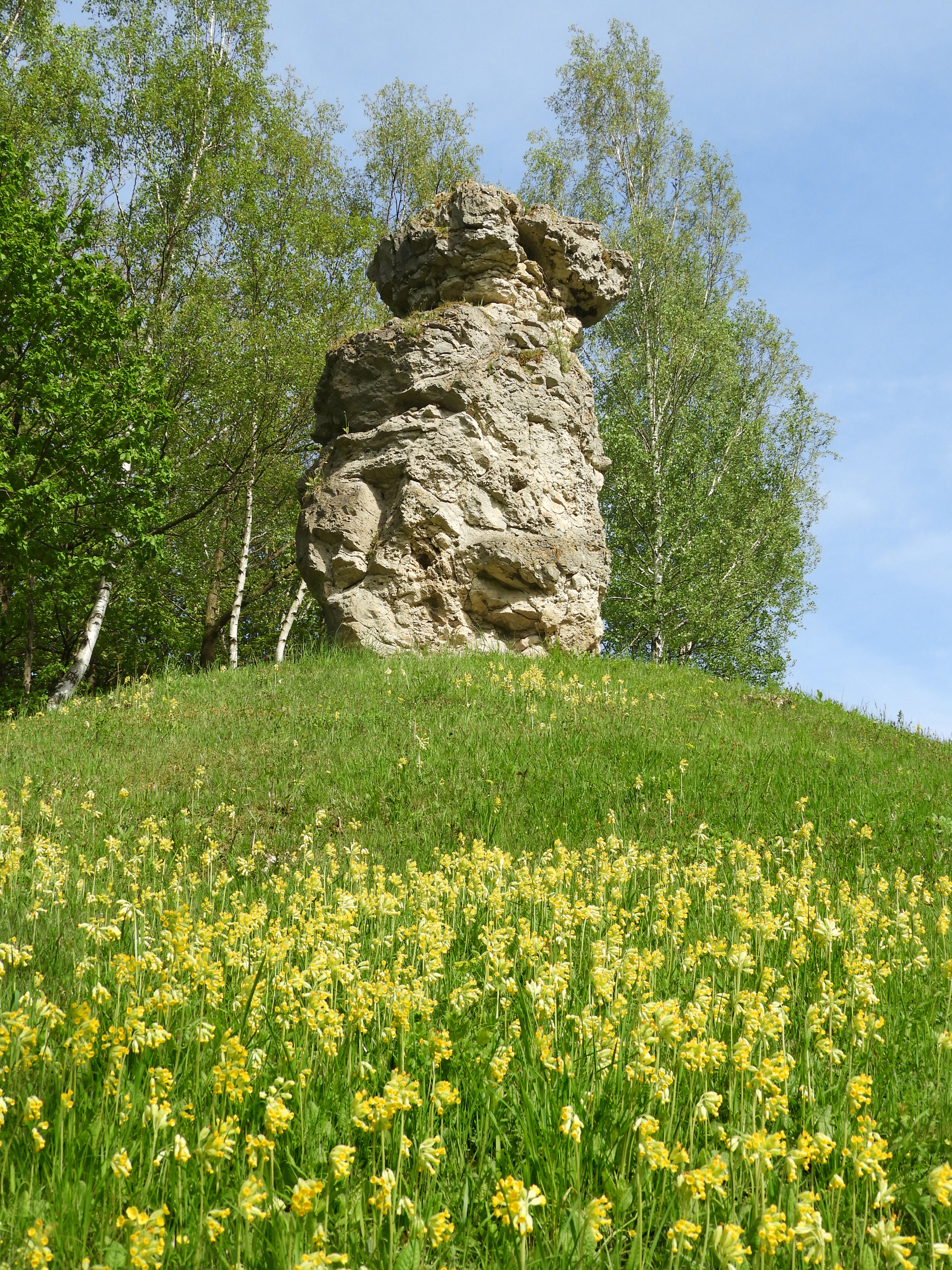
Den Hügel, auf dem der Bär steht, bedeckt ein blütenreicher Kalkmagerrasen

Aus der Karstlandschaft des östlichen Meißnervorlands ragen eine Anzahl alleinstehender Felsen hervor, die durch Abtragungs- und Auslaugungsprozesse der sie umgebenden weicheren Gesteine entstanden sind. Einige dieser markanten Felsformationen wie der Kleine und der Große Marstein bei Frankenhain, der Ellerstein bei Frankershausen, der Mühlstein bei Wolfterode und der Abteröder Bär wurden als Naturdenkmale ausgewiesen. Die Lage der Felsen, auf einer gedachten Bogenlinie, wird als Folge des Absinkens der Zechsteineinheiten unter das Meißnermassiv gedeutet. Die löchrige poröse Form der Felsen wird mit der Auslaugung von Gipsnestern innerhalb des Gesteins erklärt.
In der an Märchen, Mythen und Sagen reichen Region verbindet alter Volksglaube die Existenz des Todsteins mit Frau Holle. Der Stein soll von Frau Holle aus ihrem Schuh geschüttelt worden sein, als sie durch die Luft fuhr, um den Hohen Meißner aufzusuchen. Einer anderen Sage zufolge wurde der Stein von Frau Holle auf dem Daumen vom Meißner dorthin getragen.
Eine weitere Geschichte erzählt von zwei Riesen, die ihr treu dienten. Als das Riesenpaar das Schwinden ihrer Kräfte spürte, fürchteten sie, dass sie nach ihrem Tod getrennt würden. Frau Holle half, indem sie den Mann in einen Felsblock in Gestalt eines großen Bären und die Frau in eine Linde verwandelte, die 100 Schritte entfernt wuchs, bis ein Blitz sie traf. So sollten sich beide am jüngsten Tag wiederfinden.
Die älteste bekannte schriftliche Nennung des „Bären“ stammt aus dem Jahr 1737. In der Steuertabelle der Bergfreiheit Abterode wird die Flurlage „beim Todtsteine“ erwähnt. Der 1847 erschienene Aufsatz von Julius Schmincke „Der Holle-Mythus am Weißner (Meißner)“ gilt als Beginn der volkskundlichen Überlieferung für den Stein.
Die in Abterode geborene und aufgewachsene Lehrerin und Heimatdichterin Helene Brehm (* 1862; † 1932) erzählt in einem Beitrag für das Augustheft aus dem Jahr 1910 der Zeitschrift für hessische Geschichte und Literatur, Hessenland, von den geheimnisvollen Fähigkeiten des Todsteins: Wenn man ihn dreimal hintereinander umgeht, so hat man keinen Kopf mehr. Hört der Bär es in Abterode elf Uhr läuten, so dreht er sich dreimal herum, und fragt man ihn: „Bär, was machst du?“, so antwortet er: „Gar nichts!“ Sie berichtete auch von den heimatlichen Kirmesfeiern und den Bräuchen um den Bären.
Die althergebrachten Bräuche wie das Kirmesbegraben, in Gestalt eines Strohmannes oder einer Flasche Schnaps und das Abbrennen des Osterfeuers auf der Anhöhe über dem Felsen wird als eine Erinnerung an das „Todaustragen“ in uralter Zeit gewertet. Sie gelten auch als Beleg dafür, dass hier eine altheidnische Kultstätte gewesen war, an der zu Ehren von Frau Holle das Ende des Winters und der Beginn des Frühjahrs gefeiert wurden und dass diese Tradition auch heute noch lebendig ist.

## Besucherhinweis
Beim Parkplatz an der Kirchenruine Abterode, wenige Schritte vom „Bären“ entfernt, beginnt der Premiumwanderweg P23 „Höllental“. Hier finden Wanderer einen Rastplatz und Ruhebänke sowie eine Informationstafel.